# Juan Ramírez de Baquedano
Juan Ramírez de Baquedano (San Martín de Améscoa, 1645-1723), II marqués de Andía, fue un político español.

## Biografía
Hijo del I marqués de Andía Diego Ramírez de Baquedano y de su esposa María Álvarez de Eulate y Albizú, estudió  en el colegio mayor de Santa Cruz de la universidad de Valladolid, donde posteriormente ofició como catedrático.
Fue caballero de la Orden de Calatrava, y a lo largo de su carrera política fue miembro del Consejo Real de Navarra desde 1686, alcalde de casa y corte al año siguiente, consejero de órdenes desde 1695 y del Consejo y Cámara de Castilla desde 1700; en 1714 fue uno de los cinco presidentes del Consejo, y entre octubre de 1715 y febrero de 1716 desempeñó interinamente la gobernación del mismo.
| Predecesor: Felipe Antonio Gil de Taboada | Presidente del Consejo de Castilla Octubre de 1715 - febrero de 1716 | Sucesor: Luis de Mirabal y Espínola |